# Temporada 2002 del Campeonato de España de F3
La Temporada 2002 del Campeonato de España de Fórmula 3 es la segunda edición de este campeonato. Esta edición contó con 9 escuderías participantes, todas ellas españolas. El ganador del certamen fue Marcel Costa seguido del francés Lucas Laserre a sólo 7 puntos. El tercer clasificado fue un prometedor Borja García.

## Calendario
| Ronda | Ronda | Circuito               | Localización               | Fecha            |
| ----- | ----- | ---------------------- | -------------------------- | ---------------- |
| 1     | C1    | Circuito de Albacete   | Albacete                   | 7 de abril       |
| 1     | C2    | Circuito de Albacete   | Albacete                   | 7 de abril       |
| 2     | C1    | Circuito de Jerez      | Jerez                      | 26 de mayo       |
| 2     | C2    | Circuito de Jerez      | Jerez                      | 26 de mayo       |
| 3     | C1    | Autódromo do Estoril   | Estoril                    | 30 de junio      |
| 3     | C2    | Autódromo do Estoril   | Estoril                    | 30 de junio      |
| 4     | C1    | Circuito Ricardo Tormo | Cheste                     | 22 de septiembre |
| 5     | C1    | Circuito de Jerez      | Jerez                      | 7 de octubre     |
| 5     | C2    | Circuito de Jerez      | Jerez                      | 7 de octubre     |
| 6     | C1    | Circuito del Jarama    | San Sebastián de los Reyes | 13 de octubre    |
| 6     | C2    | Circuito del Jarama    | San Sebastián de los Reyes | 13 de octubre    |
| 7     | C1    | Circuit de Catalunya   | Montmeló                   | 10 de noviembre  |
| 7     | C2    | Circuit de Catalunya   | Montmeló                   | 10 de noviembre  |

## Tecnología
Para esta temporada se continuó con la homologación de la temporada 2001, consistiendo en un único chasis equipado con un mismo tipo de motor para todos los equipos, a la vez de contar con un único proveedor de compuestos neumáticos.
| Características técnicas | Características técnicas |
| ------------------------ | ------------------------ |
| Marca y tipo de Chasis   | Dallara F300             |
| Motorización             | Toyota                   |
| Neumáticos               | D                        |

## Escuderías y pilotos
| Escudería             | N.º | Pilotos                | Icono | Rondas |
| --------------------- | --- | ---------------------- | ----- | ------ |
| Racing Engineering    | 1   | Álvaro Parente         |       | Todas  |
| Racing Engineering    | 2   | Andy Soucek            | C     | Todas  |
| Racing Engineering    | 3   | Lucas Laserre          |       | Todas  |
| Meycom Sport          | 4   | Álvaro Espinosa        |       | 1-3    |
| Meycom Sport          | 4   | Daniel Martín          |       | 4-7    |
| Meycom Sport          | 5   | María de Villota       |       | Todas  |
| RDS By Elide Racing   | 6   | Diego Puyo             |       | 1-3    |
| RDS By Elide Racing   | 6   | Alejandro Núñez        |       | 4-7    |
| RDS By Elide Racing   | 7   | Pedro Barral           | C     | Todas  |
| RDS By Elide Racing   | 8   | Fernando Rama          |       | 1-3    |
| EV Racing             | 9   | Marcel Costa           |       | Todas  |
| EV Racing             | 10  | Ricardo Ferrando       |       | 4-7    |
| Azteca Motorsport     | 11  | Sergio Hernández       |       | Todas  |
| Azteca Motorsport     | 12  | Philip Giebler         |       | 1-6    |
| GTA Motor Competición | 14  | Jordi Palomeras        |       | 1-3    |
| GTA Motor Competición | 14  | Borja García           |       | 4-7    |
| GTA Motor Competición | 15  | Ianina Zanazzi         |       | 1-3    |
| GTA Motor Competición | 15  | Mathias Lauda          |       | 4      |
| GTA Motor Competición | 15  | Celso Míguez           |       | 5-7    |
| Skualo Competición    | 16  | Emilio de Villota, jr. |       | Todas  |
| Skualo Competición    | 17  | Alejandro Núñez        |       | 1-3    |
| ECA Racing            | 18  | Miguel Ramos           |       | 1-3    |
| ECA Racing            | 18  | Fernando Rama          |       | 6      |
| ECA Racing            | 19  | Paul Robinson          |       | Todas  |
| G-Tec                 | 20  | Felipe Silva           |       | Todas  |
| G-Tec                 | 21  | Jeremy Toti            |       | 1-2    |
| G-Tec                 | 21  | Ricardo Teodosio       |       | 3      |
| G-Tec                 | 21  | Adam Langley Khan      |       | 4      |
| G-Tec                 | 21  | Pedro Salvador         |       | 5      |
| G-Tec                 | 21  | Miguel Ramos           |       | 6      |
| G-Tec                 | 21  | Philip Giebler         |       | 7      |

| Icono | Significado                   |
| ----- | ----------------------------- |
| C     | Puntuable para la Copa Junior |

## Clasificaciones

### Pilotos
- Sistema de puntuación:

| Pos | 1  | 2  | 3  | 4  | 5  | 6  | 7 | 8 | 9 | 10 | 11 | 12 | 13 | 14 | 15 | PP | VR |
| --- | -- | -- | -- | -- | -- | -- | - | - | - | -- | -- | -- | -- | -- | -- | -- | -- |
| Pts | 20 | 18 | 16 | 14 | 12 | 10 | 9 | 8 | 7 | 6  | 5  | 4  | 3  | 2  | 1  | 1  | 2  |

| Pos | Piloto                 | ALB | ALB | JER | JER | EST | EST | VAL | JER | JER | JAR | JAR | CAT | CAT | Retención | Puntos |
| --- | ---------------------- | --- | --- | --- | --- | --- | --- | --- | --- | --- | --- | --- | --- | --- | --------- | ------ |
| 1   | Marcel Costa           | 2   | 3   | 1   | 1   | 4   | 3   | 4   | 3   | 3   | 3   | 3   | DNS | DNS |           | 190    |
| 2   | Lucas Lasserre         | 1   | 6   | 3   | 3   | 1   | 1   | 7   | 2   | Ret | 6   | 6   | 3   | 3   | (183) - 9 | 174    |
| 3   | Borja García           |     |     |     |     |     |     | 1   | 1   | 1   | 1   | 2   | 1   | 1   |           | 148    |
| 4   | Daniel Martín          |     |     |     |     |     |     | 2   | 5   | 2   | 2   | 1   | 2   | 2   |           | 133    |
| 5   | Álvaro Parente         | 6   | 1   | 5   | 5   | 5   | 10  | 10  | Ret | 4   | 8   | 4   | 8   | 4   | (139) - 6 | 133    |
| 6   | Philip Giebler         | 3   | 2   | 2   | Ret | 2   | 14  | 3   | Ret | 7   | 7   | 16  | 9   | 6   |           | 126    |
| 7   | Felipe Silva           | 4   | 8   | Ret | 15  | 3   | 2   | 8   | 7   | DNS | 5   | 5   | 4   | 5   |           | 125    |
| 8   | Andy Soucek            | 9   | 4   | Ret | 4   | 6   | 5   | 5   | 4   | 5   | 11  | 10  | 6   | Ret |           | 117    |
| 9   | Sergio Hernández       | 5   | 7   | 4   | 2   | 7   | 4   | 9   | 6   | Ret | Ret | 15  | 10  | 7   |           | 109    |
| 10  | Paul Robinson          | 12  | 10  | 6   | 10  | Ret | 8   | 11  | 10  | 11  | 4   | 8   | 14  | Ret |           | 74     |
| 11  | María de Villota       | 13  | 12  | 8   | 8   | 9   | 11  | 13  | 8   | 8   | 12  | 7   | 12  | 11  | (76) - 7  | 69     |
| 12  | Fernando Rama          | 7   | 5   | 7   | 6   | 8   | 6   |     |     |     | 10  | 14  |     |     |           | 66     |
| 13  | Celso Míguez           |     |     |     |     |     |     |     | 9   | 7   | 9   | 9   | 5   | Ret |           | 43     |
| 14  | Diego Puyo             | 14  | 9   | 10  | 7   | 11  | 9   |     |     |     |     |     |     |     |           | 36     |
| 15  | Alejandro Núñez        | Ret | Ret | Ret | 13  | 13  | 16  | 14  | 13  | 12  | 13  | 13  | 11  | 10  |           | 32     |
| 16  | Pedro Barral           | 15  | 15  | Ret | 9   | Ret | DNS | 6   | Ret | Ret | Ret | 12  | Ret | 8   |           | 31     |
| 17  | Emilio de Villota, jr. | 16  | 11  | Ret | DNS | 12  | Ret | Ret | 11  | 13  | 14  | Ret | 7   | Ret |           | 27     |
| 18  | Miguel Ramos           | 11  | 16  | 9   | 11  | DNS | DNS | Ret |     |     | 14  | 11  |     |     |           | 24     |
| 19  | Ricardo Ferrando       |     |     |     |     |     |     | 12  | 14  | 10  | Ret | DNS | 13  | 9   |           | 22     |
| 20  | Jeremy Toti            | 8   | 17  | 12  | 14  |     |     |     |     |     |     |     |     |     |           | 14     |
| 21  | Jordi Palomeras        | 10  | 14  | Ret | DNS | Ret | 12  |     |     |     |     |     |     |     |           | 12     |
| 22  | Ianina Zanazzi         | DNS | 13  | Ret | Ret | 10  | 13  |     |     |     |     |     |     |     |           | 12     |
| 23  | Pedro Salvador         |     |     |     |     |     |     |     | 12  | 9   |     |     |     |     |           | 11     |
| 24  | Álvaro Espinosa        | 17  | 18  | 11  | 12  | Ret | 15  |     |     |     |     |     |     |     |           | 10     |
| 25  | Ricardo Teodósio       |     |     |     |     | Ret | 7   |     |     |     |     |     |     |     |           | 9      |
| 26  | Mathias Lauda          |     |     |     |     |     |     | Ret |     |     |     |     |     |     |           | 0      |
| 27  | Adam Langley Khan      |     |     |     |     |     |     | Ret |     |     |     |     |     |     |           | 0      |
| Pos | Piloto                 | ALB | ALB | JER | JER | EST | EST | VAL | JER | JER | JAR | JAR | CAT | CAT | Retención | Puntos |

| Color     | Resultado                                                               |
| --------- | ----------------------------------------------------------------------- |
| Oro       | Ganador                                                                 |
| Plata     | 2.ª plaza                                                               |
| Bronce    | 3.ª plaza                                                               |
| Verde     | Finalizó en los puntos                                                  |
| Azul      | Finalizó sin puntos                                                     |
| Azul      | NC - No clasificado                                                     |
| Violeta   | Ret - No terminó (Carrera)                                              |
| Rojo      | DNQ - No se clasificó                                                   |
| Negro     | DSQ - Descalificado                                                     |
| Blanco    | DNS - No empezó (carrera)                                               |
| Blanco    | WD - Retirado (fin de semana)                                           |
| Blanco    | C - Carrera cancelada                                                   |
| Sin color | DNP - Inscrito pero no participó                                        |
| Sin color | INJ - Lesionado                                                         |
| Sin color | EX - Excluido                                                           |
| Estado    | Resultado                                                               |
| Negrita   | Pole position                                                           |
| Cursiva   | Vuelta rápida                                                           |
| †         | Abandona, pero clasifica al completar el porcentaje requerido para ello |

### Escuderías
- Sistema de puntuación:

| Pos    | 1  | 2 | 3 | 4 | 5 |
| ------ | -- | - | - | - | - |
| Puntos | 10 | 8 | 6 | 4 | 3 |

| Pos | Escudería             | N.º C. | ALB | ALB | JER | JER | EST | EST | VAL | JER | JER | JAR | JAR | CAT | CAT | Retención | Puntos |
| --- | --------------------- | ------ | --- | --- | --- | --- | --- | --- | --- | --- | --- | --- | --- | --- | --- | --------- | ------ |
| 1   | Racing Engineering    | 1      | 6   | 1   | 5   | 5   | 5   | 10  | 10  | Ret | 4   | 8   | 4   | 8   | 4   | (111) - 3 | 108    |
| 1   | Racing Engineering    | 2      | 9   | 4   | Ret | 4   | 6   | 5   | 5   | 4   | 5   | 11  | 10  | 6   | Ret | (111) - 3 | 108    |
| 1   | Racing Engineering    | 3      | 1   | 6   | 3   | 3   | 1   | 1   | 7   | 2   | Ret | 6   | 6   | 3   | 3   | (111) - 3 | 108    |
| 2   | E.V. Racing           | 9      | 2   | 3   | 1   | 1   | 4   | 3   | 4   | 3   | 3   | 3   | 3   | DNS | DNS |           | 72     |
| 2   | E.V. Racing           | 10     |     |     |     |     |     |     | 12  | 14  | 10  | Ret | DNS | 13  | 9   |           | 72     |
| 3   | GTA Motor Competición | 14     | 10  | 14  | Ret | DNS | Ret | 12  | 1   | 1   | 1   | 1   | 2   | 1   | 1   |           | 71     |
| 3   | GTA Motor Competición | 15     | DNS | 13  | Ret | Ret | 10  | 13  | Ret | 9   | 7   | 9   | 9   | 5   | Ret |           | 71     |
| 4   | Azteca Motorsport     | 11     | 5   | 7   | 4   | 2   | 7   | 4   | 9   | 6   | Ret | Ret | 15  | 10  | 7   |           | 55     |
| 4   | Azteca Motorsport     | 12     | 3   | 2   | 2   | Ret | 2   | 14  | 3   | Ret | 7   | 7   | 16  |     |     |           | 55     |
| 5   | Meycom Sport          | 4      | 17  | 18  | 11  | 12  | Ret | 15  | 2   | 5   | 2   | 2   | 1   | 2   | 2   |           | 53     |
| 5   | Meycom Sport          | 5      | 13  | 12  | 8   | 8   | 9   | 11  | 13  | 8   | 8   | 12  | 7   | 12  | 11  |           | 53     |
| 6   | G-Tec                 | 20     | 4   | 8   | Ret | 15  | 3   | 2   | 8   | 7   | DNS | 5   | 5   | 4   | 5   |           | 31     |
| 6   | G-Tec                 | 21     | 8   | 17  | 12  | 14  | Ret | 7   | Ret | 12  | 9   | 14  | 11  | 9   | 6   |           | 31     |
| 7   | ECA Racing            | 18     | 11  | 16  | 9   | 11  | DNS | DNS | Ret |     |     | 10  | 14  |     |     |           | 4      |
| 7   | ECA Racing            | 19     | 12  | 10  | 6   | 10  | Ret | 8   | 11  | 10  | 11  | 4   | 8   | 14  | Ret |           | 4      |
| 8   | RDS by Elide Racing   | 6      | 14  | 9   | 10  | 7   | 11  | 9   | 14  | 13  | 12  | 13  | 13  | 11  | 10  |           | 3      |
| 8   | RDS by Elide Racing   | 7      | 15  | 15  | Ret | 9   | Ret | DNS | 6   | Ret | Ret | Ret | 12  | Ret | 8   |           | 3      |
| 8   | RDS by Elide Racing   | 8      | 7   | 5   | 7   | 6   | 8   | 6   |     |     |     |     |     |     |     |           | 3      |
| 9   | Skualo Competición    | 16     | 16  | 11  | Ret | DNS | 12  | Ret | Ret | 11  | 13  | 14  | Ret | 7   | Ret |           | 0      |
| 9   | Skualo Competición    | 17     | Ret | Ret | Ret | 13  | 13  | 16  |     |     |     |     |     |     |     |           | 0      |
| Pos | Escudería             | N.º C. | ALB | ALB | JER | JER | EST | EST | VAL | JER | JER | JAR | JAR | CAT | CAT | Retención | Puntos |

## Estadísticas

### Pilotos
| Pos. | Piloto                 | Carreras disputadas | Victorias | Porcentaje de victorias | Podios | Poles | Vueltas rápidas | Puntos |
| ---- | ---------------------- | ------------------- | --------- | ----------------------- | ------ | ----- | --------------- | ------ |
| 1    | Marcel Costa           | 11                  | 2         | 18,2%                   | 9      | 2     | 3               | 190    |
| 2    | Lucas Lasserre         | 13                  | 3         | 23%                     | 8      | 1     | 1               | 174    |
| 3    | Borja García           | 7                   | 6         | 85,7%                   | 7      | 4     | 3               | 148    |
| 4    | Daniel Martín          | 7                   | 1         | 14,3%                   | 6      | 3     | 4               | 133    |
| 5    | Álvaro Parente         | 13                  | 1         | 7,7%                    | 1      | 1     | 1               | 133    |
| 6    | Philip Giebler         | 13                  |           |                         | 5      | 1     | 1               | 126    |
| 7    | Felipe Silva           | 12                  |           |                         | 2      | 1     |                 | 125    |
| 8    | Andy Soucek            | 13                  |           |                         |        |       |                 | 117    |
| 9    | Sergio Hernández       | 13                  |           |                         | 1      |       |                 | 109    |
| 10   | Paul Robinson          | 13                  |           |                         |        |       |                 | 74     |
| 11   | María de Villota       | 13                  |           |                         |        |       |                 | 69     |
| 12   | Fernando Rama          | 8                   |           |                         |        |       |                 | 66     |
| 13   | Celso Míguez           | 6                   |           |                         |        |       |                 | 43     |
| 14   | Diego Puyo             | 6                   |           |                         |        |       |                 | 36     |
| 15   | Alejandro Núñez        | 13                  |           |                         |        |       |                 | 32     |
| 16   | Pedro Barral           | 12                  |           |                         |        |       |                 | 31     |
| 17   | Emilio de Villota, jr. | 12                  |           |                         |        |       |                 | 27     |
| 18   | Miguel Ramos           | 7                   |           |                         |        |       |                 | 24     |
| 19   | Ricardo Ferrando       | 6                   |           |                         |        |       |                 | 22     |
| 20   | Jeremy Toti            | 4                   |           |                         |        |       |                 | 14     |
| 21   | Jordi Palomeras        | 5                   |           |                         |        |       |                 | 12     |
| 22   | Ianina Zanazzi         | 5                   |           |                         |        |       |                 | 12     |
| 23   | Pedro Salvador         | 2                   |           |                         |        |       |                 | 11     |
| 24   | Álvaro Espinosa        | 6                   |           |                         |        |       |                 | 10     |
| 25   | Ricardo Teodósio       | 2                   |           |                         |        |       |                 | 9      |
| 26   | Mathias Lauda          | 1                   |           |                         |        |       |                 | 0      |
| 27   | Adam Langley Khan      | 1                   |           |                         |        |       |                 | 0      |

### Escuderías
| Pos. | Escudería             | Carreras disputadas | Victorias | Podios | Poles | Vueltas rápidas | Puntos |
| ---- | --------------------- | ------------------- | --------- | ------ | ----- | --------------- | ------ |
| 1    | Racing Engineering    | 39                  | 4         | 9      | 2     | 2               | 108    |
| 2    | E.V. Racing           | 17                  | 2         | 9      | 2     | 3               | 72     |
| 3    | GTA Motor Competición | 24                  | 6         | 7      | 4     | 3               | 71     |
| 4    | Azteca Motorsport     | 24                  |           | 6      | 1     | 1               | 55     |
| 5    | Meycom Sport          | 26                  | 1         | 6      | 3     | 4               | 53     |
| 6    | G-Tec                 | 25                  |           | 2      | 1     |                 | 31     |
| 7    | ECA Racing            | 20                  |           |        |       |                 | 4      |
| 8    | RDS by Elide Racing   | 18                  |           |        |       |                 | 3      |
| 9    | Skualo Competición    | 18                  |           |        |       |                 | 0      |

### Nacionalidades
| Pilotos                  | Pilotos       | Pilotos     | Pilotos    |
| CCAA                     | País          | Continente  | Total = 27 |
| ------------------------ | ------------- | ----------- | ---------- |
| Comunidad de Madrid = 6  | España = 15   | Europa = 24 | Total = 27 |
| Cataluña = 3             | España = 15   | Europa = 24 | Total = 27 |
| Comunidad Valenciana = 2 | España = 15   | Europa = 24 | Total = 27 |
| Andalucía = 1            | España = 15   | Europa = 24 | Total = 27 |
| Aragón = 1               | España = 15   | Europa = 24 | Total = 27 |
| Castilla y León = 1      | España = 15   | Europa = 24 | Total = 27 |
| Galicia = 1              | España = 15   | Europa = 24 | Total = 27 |
| Portugal = 4             |               | Europa = 24 | Total = 27 |
| Francia = 2              |               | Europa = 24 | Total = 27 |
| Austria = 1              |               | Europa = 24 | Total = 27 |
| Italia = 1               |               | Europa = 24 | Total = 27 |
| Reino Unido = 1          |               | Europa = 24 | Total = 27 |
| Argentina = 1            | Argentina = 1 | América = 3 | Total = 27 |
| USA = 1                  |               | América = 3 | Total = 27 |
| Uruguay = 1              |               | América = 3 | Total = 27 |

| Escuderías               | Escuderías | Escuderías | Escuderías |
| CCAA                     | País       | Continente | Total = 9  |
| ------------------------ | ---------- | ---------- | ---------- |
| Comunidad de Madrid = 4  | España = 9 | Europa = 9 | Total = 9  |
| Andalucía = 2            | España = 9 | Europa = 9 | Total = 9  |
| Cataluña = 2             | España = 9 | Europa = 9 | Total = 9  |
| Comunidad Valenciana = 1 | España = 9 | Europa = 9 | Total = 9  |